# علی محمدی آسیابادی
علی محمدی آسیابادی (متولد ۱۳۵۰) پژوهشگر ادبیات فارسی و دانشیار دانشگاه شهرکرد است. کتاب او تحت‌عنوان مولوی و اسرار خاموشی برندهٔ جایزه ادبی جلال آل‌احمد شد.

## آثار
- هرمنوتیک و نمادپردازی در غزلیات شمس، علی محمدی آسیابادی، تهران: سخن
- درآمدی بر تاویل‌شناسی ادبی، پیتر سوندی، علی محمدی آسیابادی (مترجم)، تهران: سوره مهر
- مولوی و اسرار خاموشی: فلسفه، عرفان و بوطیقای خاموشی، علی محمدی آسیابادی، تهران: سخن